# Spółgłoski apikalne i laminalne
Spółgłoska apikalna – spółgłoska artykułowana za pomocą czubka języka w przeciwieństwie do spółgłoski laminalnej, artykułowanej górną powierzchnią języka. Rozróżnienie to odnosi się do spółgłosek dziąsłowych i szczytowych.
W języku polskim spółgłoskami apikalnymi są [l] i [r]. Laminalne są [t], [d], [n] [s], [z], [c], [dz], [sz], [ż], cz i [dż].
Rozróżnienie między tymi dwoma typami spółgłosek jest fonemiczne w języku baskijskim i językach tubylczych Australii. Również w niektórych językach salisz istnieje takie rozróżnienie, wspomagane obecnością welaryzacji lub faryngalizacji spółgłosek apikalnych. 
W niektórych odmianach języka arabskiego (w Hadramaucie) ﺕ [t] jest realizowane jako głoska laminalna, ﺩ [d] zaś jako apikalna.